# 정글북: 소년 모글리
정글북: 소년 모글리는 닛폰 애니메이션이 제작한 TV 애니메이션이다. 러디어드 키플링의 소설 정글북을 원작으로 한다. 1989년 10월 9일부터 1990년 10월 29일까지 총 52화로 방영되었다.
대한민국에서는 《정글북》이라는 제목으로 1992년에 KBS를 통해 방영되었다.

## 등장인물
- 모글리
- 루리
- 아쿨
- 스라
- 발루
- 바기라
- 린다
- 라라
- 키티
- 바커스
- 아케라
- 카아
- 칠
- 알렉산더
- 버밀리온
- 하티
- 쉬어 칸
- 타바키
- 보기
- 메슈아
- 불디오